# Tata Young
Tata Young (tên khai sinh: Amita Marie Young, tiếng Thái: อมิตา มารี ยัง, sinh ngày 14 tháng 12 năm 1980 tại Thái Lan) là một ca sĩ, người mẫu và diễn viên người Mỹ gốc Thái. Sau khi trở thành một siêu sao của Thái Lan khi còn rất trẻ, cô đã trở thành một ca sĩ thành công và nổi tiếng thế giới với album tiếng Anh đầu tiên của mình I Believe phát hành vào năm 2004.

## Âm nhạc

### Album
- 1995 - Amita Tata Young
- 1997 - Amazing TATA
- 2001 - Tata Young
- 2003 - Real TT
- 2004 - I Believe (English)
- 2005 - Dangerous TATA
- 2006 - Temperature Rising (English)
- 2008 - One Love
- 2009 - Ready for Love (English)

### Đĩa đơn
| Năm  | Tựa                                                      | Hãng                                          |
| ---- | -------------------------------------------------------- | --------------------------------------------- |
| 2004 | Dhoom Dhoom                                              | Saregama                                      |
| 2005 | Life is Action                                           | Suzuki Thailand                               |
| 2008 | Here Today                                               | Ford Thailand                                 |
| 2010 | My Bloody Valentine (Thai Version)                       | Sony Music Entertainment                      |
| 2010 | Ready for Love (Thai Version)                            | Sony Music Entertainment                      |
| 2011 | Shot (Montonn Jira's Smirnoff BKK REMIX)                 | Smirnoff Thailand/Sony Music Bec Tero Records |
| 2011 | Let's Play                                               |                                               |
| 2012 | Where Do We Go / Tình về nơi đâu (song ca với Thanh Bùi) |                                               |